# Liste des longs métrages biélorusses proposés à l'Oscar du meilleur film international
Cet article présente la liste des longs métrages biélorusses proposés à l'Oscar du meilleur film international.

## Films proposés par la Biélorussie
| Année (cérémonie) | Titre français                    | Titre original       | Langue(s)                                    | Réalisateur                | Résultat    |
| ----------------- | --------------------------------- | -------------------- | -------------------------------------------- | -------------------------- | ----------- |
| 1995 (67e)        | Moi Ivan, toi Abraham             | Я — Іван, ты — Абрам | yiddish, polonais, biélorusse, russe, romani | Yolande Zauberman          | Non nommé   |
| 1997 (69e)        | D'enfer en enfer (be)             | Из ада в ад          | allemand, russe, yiddish                     | Dmitri Astrakhan (uk)      | Non nommé   |
| 2019 (91e)        | Le Cygne de cristal               | Хрусталь             | russe, anglais                               | Daria Jouk (ru)            | Non nommé   |
| 2020 (92e)        | Débuts derrière les barreaux (be) | Дебют                | russe                                        | Anastassia Mirochnitchenko | Non nommé   |
| 2021 (93e)        | Les Leçons persanes               | Уроки фарси          | anglais, français, allemand, italien, persan | Vadim Perelman             | Disqualifié |